# 赖纳·吉斯
赖纳·吉斯（德語：Reiner Gies，1963年3月12日—），德国男子拳击运动员。他曾代表西德参加1984年和1988年夏季奥林匹克运动会拳击比赛，其中1988年奥运会获得一枚铜牌。